# Station Alness
Station Alness (Engels: Alness railway station) is het spoorwegstation van de Schotse plaats Alness. Het station ligt aan de Far North Line.